# 4 x 400 meter stafett för herrar i friidrott vid olympiska sommarspelen 1984
4 x 400 meter stafett herrar vid olympiska sommarspelen 1984 i Los Angeles avgjordes söndagen den 10-11 augusti. 

## Medaljörer
| Gren          | Guld                                                            | Guld    | Silver                                                                  | Silver  | Brons                                                                     | Brons   |
| 4 x 400 meter | USA · Sunder Nix · Ray Armstead · Alonzo Babers · Antonio McKay | 2.57,91 | Storbritannien · Kriss Akabusi · Garry Cook · Todd Bennett · Phil Brown | 2.59,13 | Nigeria · Sunday Uti · Moses Ugbusien · Rotimi Peters · Innocent Egbunike | 2.59,32 |

## Resultat

### Försöksheat
Heat 1
1. Australien (Peter van Miltenberg, Gary Minihan, Bruce Frayne, Rick Mitchell) 3.03,72
2. Kanada (Michael Sokolowski, Doug Hinds, Bryan Saunders, Tim Béthune) 3.04,47
3. Trinidad och Tobago (Anton Skerritt, Michael Puckerin, Derek Archer, Michael Paul) 3.06,81
4. Sverige (Tommy Johansson, Eric Josjö, Christer Gullstrand, Sven Nylander) 3.07,32
5. Japan (Shigenori Omori, Ryoichi Yoshida, Hiroki Fuwa, Susumu Takano) 3.08,16
6. Moçambique (Leonardo Loforte, Pedro Goncalo, Andre Titos, Henrique Pereira) 3.08,95 NR
7. Förenade Arabemiraten (Rashed Jerbeh, Khamis Ebrahim, Mubarak Ismail, Ibrahim Aziz) 3.19,90

Heat 2
1. Storbritannien (Kriss Akabusi, Garry Cook, Todd Bennett, Phil Brown) 3.06,10
2. Italien (Roberto Tozzi, Ernesto Nocco, Mauro Zuliani, Donato Sabia) 3.06,28
3. Uganda (John Goville, Moses Kyeswa, Peter Rwamuhanda, Mike Okot) 3.06,65
4. Frankrike (Yann Quentrec, Didier Dubois, Jacques Fellice, Aldo Canti) 3.08,33
5. Antigua och Barbuda (Alfred Browne, Larry Miller, Howard Lindsay, Dale Jones) 3.10.95
6. Brittiska Jungfruöarna (Guy Hill, Jerry Molyneaux, Dean Greenaway, Lindel Hodge) 3.11,89
7. Kamerun (Ernest Tche Noubossie, Jean-Pierre Abossolo Ze, Barnabe Messomo, Mama Moluh) 3.16,00

Heat 3
1. Barbados (Richard Louis, David Peltier, Clyde Edwards, Elvis Forde) 3.03,31
2. Västtyskland (Martin Weppler, Uwe Schmitt, Thomas Giessing, Erwin Skamrahl) 3.03,33
3. Elfenbenskusten (Georges Kablan Degnan, Avognan Nogboum, René Djédjémel Mélédjé, Gabriel Tiacoh) 3.03,50 NR
4. Jamaica (Steve Griffiths, Mark Senior, Dennis Wallace, Devon Morris) 3.03,85
5. Brasilien (João Batista da Silva, José Luiz Barbosa, Antônio Díaz Ferreira, Gerson A. Souza) 3.05,08

Heat 4
1. USA (Willie Smith, Ray Armstead, Alonzo Babers, Walter McCoy) 3.01,44
2. Kenya (John Anzarah, Simon Kitur, Jason Opicho, Elijah Sogomo) 3.06,07
3. Nigeria (Sunday Uti, Moses Ugbusien, Rotimi Peters, Innocent Egbunike) 3.06,34
4. Spanien (Manuel González, Benjamín González, Antonio Sánchez, Angel Heras) 3.08,79
5. Oman (Barkat Alsharji, Amor Alheshimi, Sulaiman Alakbary, Mohamed Amer Al-Malky) 3.15,87

### Semifinal
Heat 1
1. USA (Willie Smith, Sunder Nix, Antonio McKay, Walter McCoy) 3.00,19
2. Storbritannien (Kriss Akabusi, Garry Cook, Todd Bennett, Phil Brown) 3.02,98
3. Kanada (Michael Sokolowski, Doug Hinds, Bryan Saunders, Tim Béthune) 3.03,93
4. Uganda (John Goville, Moses Kyeswa, Peter Rwamuhanda, Mike Okot) 3.04,02
5. Västtyskland (Martin Weppler, Uwe Schmitt, Thomas Giessing, Erwin Skamrahl) 3.04,69
6. Elfenbenskusten (Georges Kablan Degnan, Avognan Nogboum, René Djédjémel Mélédjé, Gabriel Tiacoh) 3.04,87
7. Sverige (Tommy Johansson, Eric Josjö, Christer Gullstrand, Sven Nylander) 3:09,40
8. Japan (Shigenori Omori, Ryoichi Yoshida, Hiroki Fuwa, Susumu Takano) 3:10,73

Heat 2
1. Nigeria (Sunday Uti, Moses Ugbusien, Rotimi Peters, Innocent Egbunike) 3.02,22
2. Australien (Peter van Miltenberg, Gary Minihan, Bruce Frayne, Rick Mitchell) 3.03,79
3. Italien (Roberto Tozzi, Ernesto Nocco, Roberto Ribaud, Donato Sabia) 3.03,87
4. Barbados (Richard Louis, David Peltier, Clyde Edwards, Elvis Forde) 3.03,89
5. Brasilien (João Batista da Silva, José Luiz Barbosa, Wilson David Santos, Gerson A. Souza) 3.03,99
6. Jamaica (Steve Griffiths, Mark Senior, Karl Smith, Devon Morris) 3.04,24
7. Kenya (John Anzarah, Simon Kitur, Jason Opicho, Elijah Sogomo) 3.04,74

### Final
1. USA (Ray Armstead, Sunder Nix, Antonio McKay, Alonzo Babers) 2.57,91
2. Storbritannien (Kriss Akabusi, Garry Cook, Todd Bennett, Phil Brown) 2.59,13
3. Nigeria (Sunday Uti, Moses Ugbusien, Rotimi Peters, Innocent Egbunike) 2.59,32
4. Australien (Darren Clark, Gary Minihan, Bruce Frayne, Rick Mitchell) 2.59,70
5. Italien (Roberto Tozzi, Ernesto Nocco, Roberto Ribaud, Pietro Mennea) 3.01,44
6. Barbados (Richard Louis, David Peltier, Clyde Edwards, Elvis Forde) 3.01,60 NR
7. Uganda (John Goville, Moses Kyeswa, Peter Rwamuhanda, Mike Okot) 3.02,09 NR
8. Kanada (Michael Sokolowski, Doug Hinds, Bryan Saunders, Tim Béthune) 3.02,82